# Sagrario Silva
Sagrario Silva Vélez (Chihuahua, México, 1966) es una coreógrafa y bailarina de danza contemporánea, actriz, maestra de danza, guionista y promotora mexicana, licenciada en Danza Contemporánea por la Facultad de Artes de la Universidad Autónoma de Chihuahua (2014). En el año de 1994 fundó el Grupo de Danza y Teatro Nellie Campobello IASP.  
En el año 2009 creó el Festival de Danza Contemporánea “Nellie Campobello”, el cual cobró categoría de festival internacional en el año 2016 (Festival Internacional Nellie Campobello de la Ciudad de Chihuahua). En el año 2011 fue becaria del Programa de Apoyo a las Culturas Municipales y Comunitarias (PACMYC), de la Secretaría de Cultura, con el proyecto Leyendas Rarámuri, El mito de la creación, El principio al fin del Mundo: Grupo Campobello. Ha sido becaria por los estímulos a creadores del estado David Alfaro Siqueiros, apoyo en Creaciones Escénicas, con los proyectos: La Revolución en la Mujer (2003-2004) y La danza contemporánea en Chihuahua (2009). Es maestra, coreógrafa y tallerista de la Casa de la Cultura “Arturo Norte García” de Ciudad Aldama, Chihuahua, desde el Año 2009. El Honorable Congreso del Estado de Chihuahua, le otorgó el reconocimiento Chihuahuense Destacada, en la categoría artística Aurora Reyes, en el mes de marzo del año 2017, en la primera edición de dicha convocatoria. En ese mismo año recibió el premio al Mérito Cultural Víctor Hugo Rascón Banda, otorgada por la Comisión de Educación y Cultura del Honorable Congreso del Estado de Chihuahua. Ha desarrollado papeles en películas y cortometrajes desde el año 2009.
Sus creaciones dancísticas giran en torno a las temáticas de desigualdad social y problemáticas de las mujeres. Tal es el caso de sus coreografías inspiradas en los Feminicidios en Ciudad Juárez, la migración, las culturas indígenas y la naturaleza femenina. 
En su quehacer de la enseñanza trabaja con grupos vulnerables, como población infantil y adolescentes de escasos recursos y en situación de albergue, así como personas adultas con discapacidad.

## Películas y cortometrajes
- FastFoodNation. Año 2006. Dirigida por Richard Linklater basada en el libro homónimo de Eric Schlosser en el papel de migrante.
- Cartas a Elena. Año 2009. Bajo la dirección de Martin Barajas. En el Papel de Juliana
- La Casa de las Golondrinas. Año 2014. Dirección Antonio Pérez. De Víctor Hugo Rascón Banda. Interpretando a Doña Rita.
- La Higuera. Año 2013. De Jesús Pérez López. Interpretando la Muerte.
- Mujer descalza. Año 2013. De Martin Barajas.[6]
- Divisadero: Tierra Nativa Raráramuri. Año 2014. Dirección Rene Mora Barraza y Randall Gingrich.